# Dejvorec velkoplodý
Dejvorec velkoplodý (Caucalis platycarpos) je jediný druh monotypického rodu dejvorec z čeledě miříkovité. V minulosti představoval význačný plevel hlavně pro obiloviny, s nástupem herbicidů se stal spíše vzácnosti.

## Výskyt
Tento archeofyt je rozšířen vyjma severských zemí v celé Evropě, směrem na východ přes Malou Asii a Krym až po Kavkaz a sever Íránu. Někdy bývá přechodně zavlečen i mnohem severněji. V České republice vyrůstá převážně jen v teplejších oblastech, ve středních, východních a severozápadních Čechách a ve střední a jižní Moravě; na jiných místech roste jen velice zřídka.
Dejvorec je teplomilná rostlina vyskytující se na polích, ve vinicích, na úhorech a stanovištích stepního charakterů. Pro zdárný vývoj potřebuje suchá, prohřátá místa s výživnou půdou na vápnitém nebo slínitém podkladě, je někdy ke spatření i na rumištích a smetištích. Ve vlhkých místech s kyselou půdou neroste. Dejvorec velkoplodý je diagnostickým druhem rostlinných společenstvech vegetace svazu Caucalidion lappulae.

## Popis
Druh je jednoletá rostlina která někdy přezimuje. Ze světlého, tuhého, tenkého a nerozvětveného kořene vyrůstá přímá lodyha do výšky 10 až 30 cm. Ve spodní části, kde se obvykle rozložitě rozvětvuje, je na průřezu hranatá a porůstá listy s řapíky pozvolna rozšířenými v pochvy. V horní části je rýhovaná, řídce porostlá štětinatými chlupy a čepele listů nasedají přímo na pochvy které mají blanitý, plochý a někdy hustě obrvený okraj. Listové čepele, s vřeteny brvitě chlupatými, jsou v obrysu trojúhelníkovité, obvykle dvakrát zpeřené, jejich tupé lístky jsou vejčité a celokrajné
Na lodyhách vyrůstají drobné květy ve složených okolících na dlouhých stopkách které bývají složené často jen ze 2 až 3 okolíčků tvořených jen několika květy. Okolík obal nemívá nebo je tvořen jen 1 až 2 drobnými listeny a obalíčky se skládají ze 3 až 5 kopinatých listenů. Stopky květů i okolíčku jsou hranaté a drsné. Pětičetné květy jsou částečně oboupohlavné přisedlé a částečně samčí na stopkách. Kališní cípy jsou dlouhé až 1,5 mm a srůstají se spodním semeníkem obsahující dvě vajíčky. Volné korunní lístky jsou bílé nebo vzácně narůžovělé; nejsou stejné délky, vnější v okolíku jsou větší. V květu je dále pět volných tyčinek s prašníky a dvě čnělky nesoucí blizny. Vykvétají hlavně od května do července, jednotlivě až do podzimu.
Plody jsou 2 až 3 mm dlouhé dvounažky mající na každé nažce mezi 5 hlavními žebry ještě 4 vystouplá žebra vedlejší a na nich štětinkaté ostny kterými se snadno přichycují na srst zvířat či šat lidí. Podobají se dvounažkám mrkve od kterých se liší tím, že semenný bílek je svými okraji stočen dovnitř kdežto u mrkve je bílek na vnitřní straně plochý. Rostliny se rozmnožují pouze semeny která si v půdě podržují dlouho dobu klíčivost. Semenáčky, které vyrostou ze semen již na podzim, za příznivých podmínek přezimují a kvetou a plodí příští rok.

## Ohrožení
Dejvorec velkoplodý byl v Česku zastoupen v minulosti dvěma poddruhy:
- dejvorec velkoplodý pravý (Caucalis platycarpos L. subsp. platycarpos) a
- dejvorec velkoplodý osténkatý (Caucalis platycarpos L. subsp. muricata) (Čelak.) Holub.

Druhý z nich, dejvorec velkoplodý osténkatý, odlišující se kratšími ostny na nažkách, je již po několik desítek let v ČR nezvěstný.
Jestliže byl dejvorec velkoplodý jako druh v minulosti významným plevelem, v době přítomné patří k vzácným plevelům. S nástupem razantní chemizace v našem zemědělství se jeho výskyt výrazně snížil. Stává se raritním, ubylo velké množství historických lokalit s jeho výskytem. V současnosti dochází k omezení používání herbicidů a počet míst s dejvorcem začal mírně stoupat. Podle "Červeného seznamu cévnatých rostlin České republiky z roku 2012" patří nominátní poddruh mezi silně ohrožené taxony (C2b) a poddruh muricata mezi nezvěstné taxony (A2).

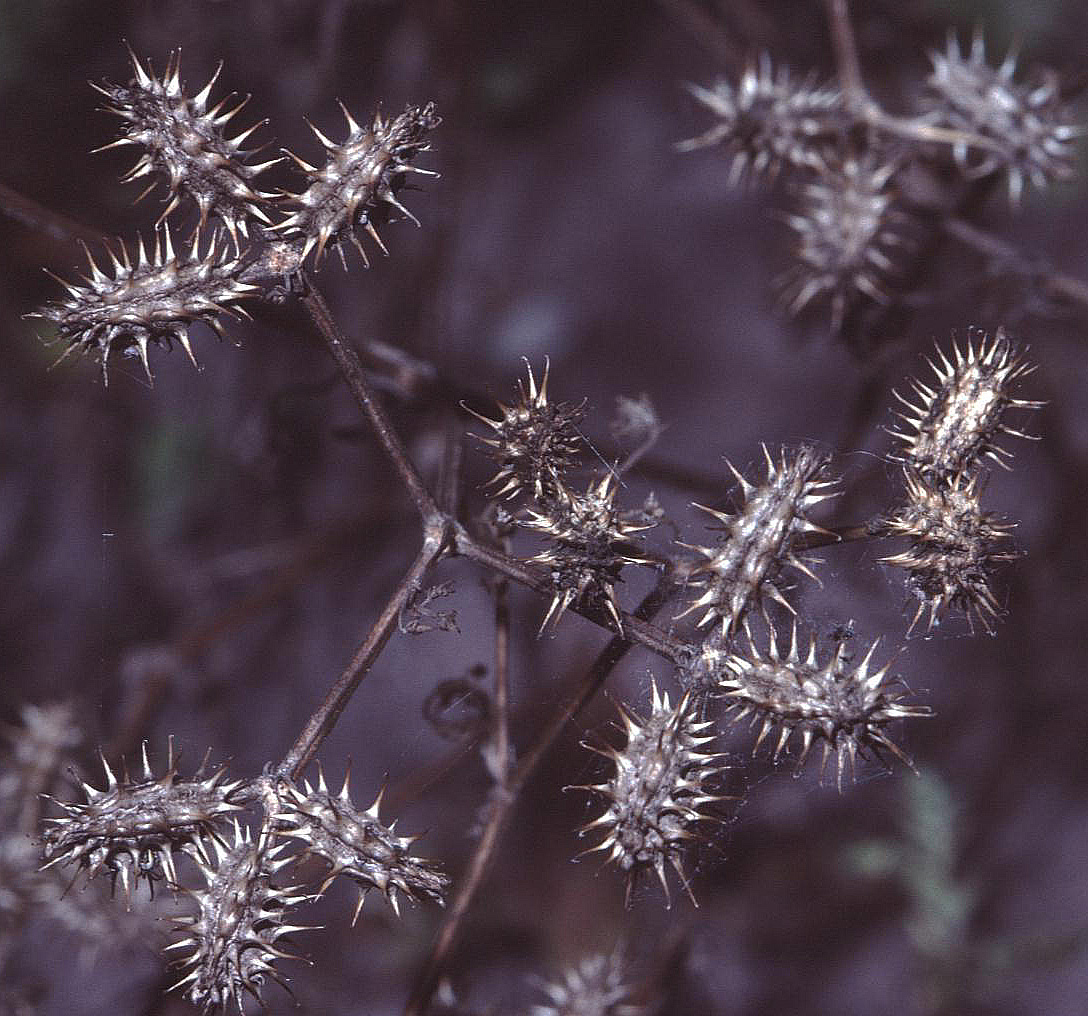
Ostnité dvounažky
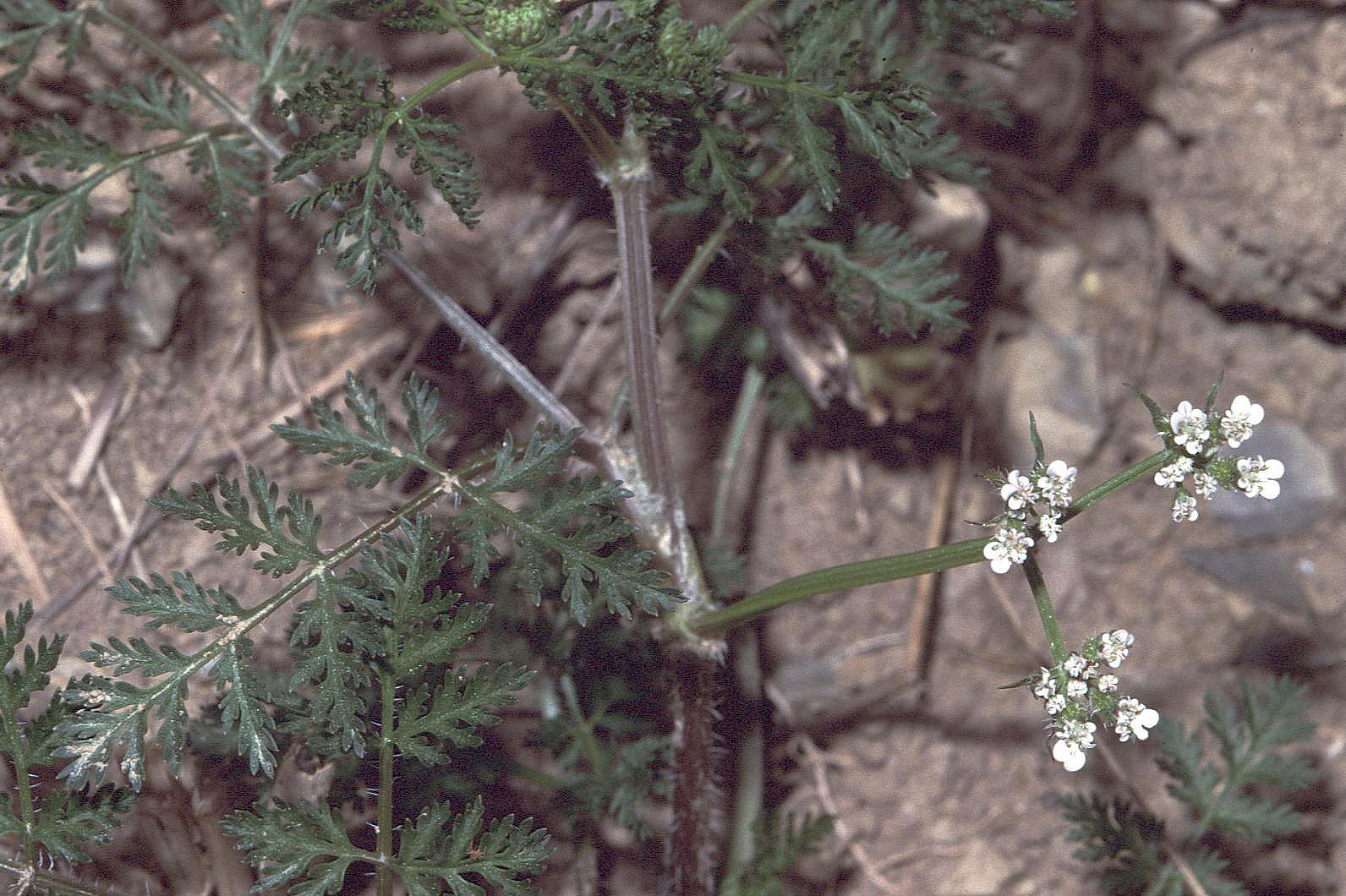
Listy a lodyha